# Landsat 2
Landsat 2 (pierwotnie ERTS-B) – amerykański satelita środowiskowy, drugi satelita programu Landsat, bliźniaczy model satelity Landsat 1. Konstrukcyjnie zbliżony do satelitów Nimbus, wykorzystywany był do pozyskiwania informacji niezbędnych w rolnictwie, leśnictwie, geologii, hydrologii, geografii, kartografii, oceanografii i meteorologii.

## Instrumenty
- RBV – zestaw kamer widikonowych służących do uzyskiwania obrazów Ziemi w paśmie światła widzialnego oraz  bliskiej podczerwieni,
- MSS – czterokanałowy skaner wielospektralny do uzyskiwania obrazów radiometrycznych,
- DCS – stacja odbiorcza zbierająca dane ze stacji naziemnych.

## Misja
Landsat 2 wystartował 22 stycznia 1975 z bazy Vandenberg na pokładzie rakiety Delta 2910. Satelita przekazywał głównie obrazy rejestrowane przez skaner MSS, kamery widikonowe były wykorzystywane głównie w fazie wstępnej kontroli po starcie i nie miały znaczącej wartości naukowej jak dane z MSS.
Satelitę wyłączono z czynnej służby 25 lutego 1982, a 31 marca 1983 przełączono w tryb czuwania. Ostatecznie satelitę wyłączono 27 lipca 1983.